# Видмар, Гашпер
Гашпер Видмар (словен. Gašper Vidmar, род. 14 сентября 1987 года в Любляне, СР Словения, СФРЮ) — словенский профессиональный баскетболист, играющий на позиции центрового. Выступает за баскетбольный клуб «Рейер Венеция». Чемпион Европы по баскетболу 2017 года. Бронзовый призёр чемпионата Европы по баскетболу среди юношей до 20 лет 2006.

## Карьера

### Клубная
Начинал карьеру в малоизвестном словенском клубе «Янце» (словен. KK Janče STZ) из Любляны, за который отыграл три сезона. В 2005 году перешёл в «Слован». В 2007 году начал выступать в Турции, где подписал контракт с «Фенербахче», как и Эмир Прелджич.

### Международная
Видмар регулярно включается в сборную Словении, выступал за команду на чемпионатах Европы 2007, 2013, 2017, чемпионате мира 2010 года.